# Etna (Kalifornia)
Etna – miasto w Stanach Zjednoczonych, w stanie Kalifornia, w hrabstwie Siskiyou.